# Cross d'Atapuerca
Le Cross d'Atapuerca est une compétition de cross-country se déroulant tous les ans, en novembre, à Atapuerca, en Espagne. Disputée pour la première fois en 2004, l'épreuve fait partie du circuit mondial IAAF de cross-country.

## Parcours

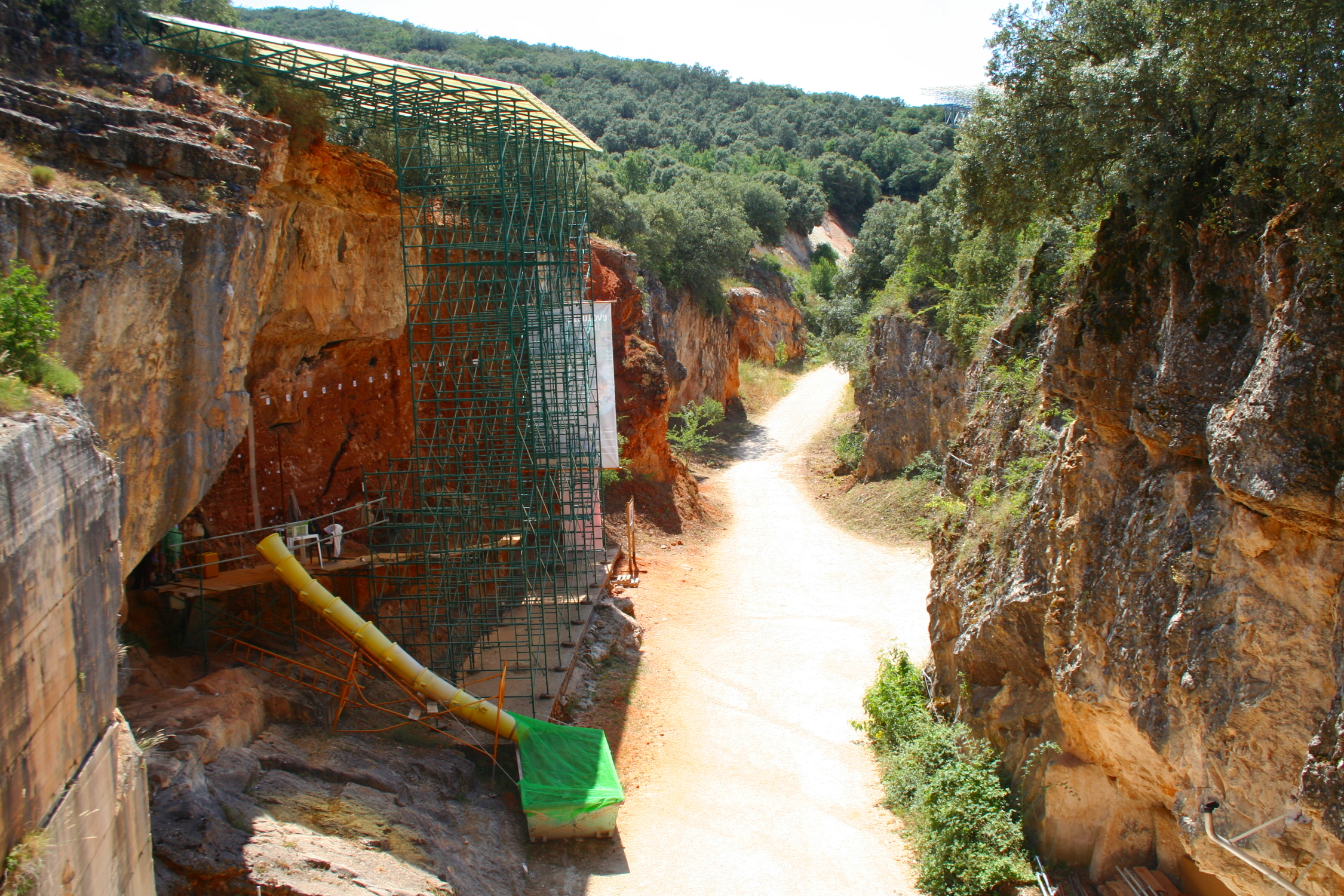
Le parcours passe par le site archéologique d'Atapuerca.

Les distances parcourues sont de 9 km pour les hommes, et de 8 km pour les femmes.

## Palmarès
| Édition | Année | Hommes              | Temps       | Femmes                 | Temps       |
| ------- | ----- | ------------------- | ----------- | ---------------------- | ----------- |
| 1re     | 2004  | Jesús Antonio Núñez | ?           | Nieves Zarza           | ?           |
| 2e      | 2005  | Isaac Viciosa       | ?           | Sara Valderas          | ?           |
| 3e      | 2006  | Hicham Chatt        | ?           | Marta Domínguez        | ?           |
| 4e      | 2007  | Elijah Kipterege    | 24 min 23 s | Simret Sultan          | 13 min 13 s |
| 5e      | 2008  | Alemayehu Bezabeh   | 23 min 40 s | Margaret Muriuki       | 14 min 11 s |
| 6e      | 2009  | Gebre Gebremariam   | 24 min 41 s | Genzebe Dibaba         | 14 min 53 s |
| 7e      | 2010  | Teklemariam Medhin  | 24 min 33 s | Genzebe Dibaba         | 22 min 58 s |
| 8e      | 2011  | Imane Merga         | 27 min 21 s | Linet Masai            | 24 min 20 s |
| 9e      | 2012  | Imane Merga         | 28 min 07 s | Hiwot Ayalew           | 25 min 01 s |
| 10e     | 2013  | Imane Merga         | 28 min 59 s | Hiwot Ayalew           | 26 min 11 s |
| 11e     | 2014  | Imane Merga (ETH)   | 27 min 39 s | Belaynesh Oljira (ETH) | 25 min 26 s |
| 12e     | 2015  | Imane Merga (ETH)   | 25 min 02 s | Belaynesh Oljira (ETH) | 24 min 52 s |
| 13e     | 2016  | Aweke Ayalew (BHR)  | 25 min 05 s | Senbere Teferi (ETH)   | 24 min 48 s |
| 14e     | 2017  | Getaneh Molla (ETH) | 24 min 45 s | Senbere Teferi (ETH)   | 25 min 21 s |
| 15e     | 2018  | Jacob Kiplimo (UGA) | 25 min 10 s | Senbere Teferi (ETH)   | 25 min 51 s |